# A koronagyémántok
A koronagyémántok (franciául: Les diamants de la couronne) Daniel Auber 1841. március 6-án Párizsban bemutatott háromfelvonásos operája. A darab zenéje könnyed, több zenei szám egy-egy tánc nevét viseli. Elsősorban az opera együttesei kiemelkedőek, és túlnyomórészt dominálnak a szólószámokkal szemben. A női főszerepet alakító énekesnek a magas koloratúr záróhangok ugyancsak nagy kihívást jelentenek.

## Az opera szereplői
| Szereplő                                                 | Hangfekvés       |
| -------------------------------------------------------- | ---------------- |
| Catarina királynő                                        | koloratúrszoprán |
| Diana, Don Henrique unokahúga                            | szoprán          |
| Don Hanrique de Sandavol, Campo-Mayor gróf unokatestvére | tenor            |
| Rebolledo, a titkosrendőrség főnöke                      | bariton          |
| Don Sébastian d’Aveyro, Diana jegyese                    | tenor            |
| Campo-Mayor gróf                                         | bariton          |
| Mugnoz, a királynő későbbi minisztere                    | tenor            |
| Barbarigo, a királynő később másik minisztere            | basszbariton     |

- Játékidő: 160 perc.

## Az opera cselekménye

### I. felvonás
Don Henrique a rossz idő miatt nem folytathatja postakocsival az útját, így gyalog kell megtennie a maradék utat Sao Paolóba. Ám nemsokára banditák támadják meg, akik megfosztják értékeitől. Catarina, Zorrónak öltözve siet a segítségére. Don Henrique elmeséli, hogy Campo-Mayor gróf, a király régense, azért hívta haza, hogy jelen legyen a trónörökös, Catarina koronázásakor, mint testőr. Ezenkívül bácsikája megígérte, hogy segíti a grófnak unokatestvéréhez, Dianához való közeledését, akit ő régen szeret, habár szerelemnek nem látták még jelét. Catarina elárulja, hogy Dianánál egy fess, fiatal vetélytársa akadt. A lány kérésére azonban Don Henrique megígéri, hogy hallgatni fog arról, amit megtudott tőle és találkozásukról is. Ezután érkezik Rebolledo, aki Catarina bácsikájaként mutatkozik be. Ők ketten egy titkos járatban eltűnnek, a gróf pedig egyedül folytatja útját.

### II. felvonás
Diana egy fiatal, de nagyon szegény tisztet szeret: Sébastian d’Aveyrót. Don Henrique céltalanul lődörög, és egyre csak a titokzatos lányon jár az esze. Nagy robaj hallatszik. A kastélyba utazók kocsija lerobbant, a háznép gyorsan a segítségükre siet. Don Henrique döbbenten látja újra Caterinát és Rebolledót. Campo-Mayor gróf sápadt ábrázattal ront be és közli, hogy a legértékesebb koronagyémántokat ellopták. Egy pillanatra úgy látja, mintha unokaöccse kezén látná viszont az egyik különösen értékes darabot (amit az ifjú még Catarinától kapott ajándékba). Diana meglepve ismeri fel az újságban annak a lánynak a képét, akivel útja során találkozott és barátságot kötött. A lap azt írja, hogy Catarina a rablók titkos társa, aki előkészíti akcióikat. Don Henrique bevallja, hogy beleszeretett a lányba. Diana segít neki célt érni, ha unokatestvére is felkarolja az ő ügyét Sébastiánnal.

### III. felvonás
A Rió palotában gyülekeznek az előkelőségek a koronázási ceremóniára. Henrique és Sébastian mind jobban összebarátkozik, majd megjelenik Rebolledo is, mint Fuentes gróf. A királynő kihallgatáson fogadja, ahol a rendőrfőnök feltárja az uralkodó előtt, hogy az udvar vezető körei a koronagyémántokat fokozatosan hamisra cserélték ki. Nyugtalanítja, hogy a miniszterek megvesztegethetők és mindenkinek a gyémántokra fáj a foga. Campo-Mayor grófot talán még nem vették meg, de reggel ő is a spanyol király követével találkozott. Figyelmezteti királynéját, hogy ideje lenne férjet választania, hogy magát és az udvart kellőképpen meg tudja védelmezni. Ezután Campo-Mayor gróf lép be, és bejelenti, hogy az udvari tanácsosok összeültek, és választásuk a spanyol királyi hercegre esett. A királynő nem fogadja el döntésüket és megfedi a grófot, amiért hagyta, hogy ellopják a gyémántokat. Ekkor toppan be Don Henrique. Felismerni véli Catarinát, bevallja érzelmeit, és kéri, hogy a lány hagyja el vele Brazíliát. Campo-Mayor gróf katonákkal tér vissza és elfogatja unokaöccsét, amiért az megsértette a királynőt. Catarina a forgatagban eltűnik, majd koronával és gyémántokkal a nyakán felékesítve tér vissza. A koronagyémántokat ugyanis nem lopták el: helyettük a hamisítványokat vitték magukkal a tolvajok. Henrique-t, mint választottját mutatja be az udvarnak, a korrupt minisztereket meneszti, helyükre Rebolledót, Mugnozt és Barbarigót nevezi ki.